# Meandrina labyrinthica
Espèce
Meandrina labyrinthica est une espèce de coraux appartenant à la famille des Meandrinidae.